# Vinícius de Oliveira
Vinícius de Oliveira (Rio de Janeiro, 7 giugno 1985) è un attore brasiliano.

## Biografia
Nato e cresciuto in una famiglia povera delle favelas, è divenuto noto per aver interpretato il ruolo del piccolo Josué nel film Central do Brasil. Con l'aiuto del regista Walter Salles, che lo ha scoperto, de Oliveira ha preso lezioni di lingua inglese e di recitazione teatrale, per poi iniziare a lavorare nelle telenovelas, la prima delle quali è stata Suave veneno, trasmessa da TV Globo.

## Vita privata
Sposato con la collega Sara Antunes, ha due figli maschi, Benjamin e Antonio, nati rispettivamente nel 2013 e 2015.

## Filmografia

### Cinema
- Central do Brasil, regia di Walter Salles (1998)
- Disperato aprile (Abril Despedaçado), regia di Walter Salles (2001)
- Bala Perdida, regia di Victor Lopes - cortometraggio (2003)
- Linha de passe, regia di Walter Salles e Daniela Thomas (2008)
- Se Nada Mais Der Certo, regia di José Eduardo Belmonte (2008)
- Assalto ao Banco Central, regia di Marcos Paulo (2011)
- A Hora e a Vez de Augusto Matraga, regia di Vinicius Coimbra (2011)
- As Órbitas, regia di Pedro Américo - cortometraggio (2013)
- Vai com Deus, regia di Di Salusttiano - cortometraggio (2013)
- Sem Alma, regia di Diana Land - cortometraggio (2013)
- Se Deus Vier Que Venha Armado, regia di Luis Dantas (2014)
- Tra cani e lupi (Quando Ladram os Cães), regia di Rafael Farina Issas - cortometraggio (2014)
- Fala Sério!, regia di Augusto Sevá (2015)
- Boi Neon, regia di Gabriel Mascaro (2015)
- Demônia - Melodrama em 3 Atos, regia di Cainan Baladez e Fernanda Chicolet - cortometraggio (2016)
- Barbante O Filme, regia di Samir Hauaji - cortometraggio (2016)
- Capitão Brasil, regia di Felipe Poroger - cortometraggio (2017)
- Parched Return (Volta Seca), regia di Roberto Veiga - cortometraggio (2020)
- Dente por Dente, regia di Pedro Arantes e Júlio Taubkin (2020)
- Um Dia Qualquer, regia di Pedro von Krüger (2020)

### Televisione
- Suave Veneno – serie TV, 209 episodi (1999)
- Carga Pesada – serie TV, 1 episodio (2004)
- O Rebu – serie TV, 36 episodi (2014)
- Santo Forte – serie TV, 7 episodi (2015)
- Under Pressure - Pronto soccorso (Sob Pressão) – serie TV, 1 episodio (2017)
- Magnífica 70 – serie TV, 10 episodi (2018)
- Sintonia – serie TV, 6 episodi (2019)
- Irmãos Freitas – serie TV, 8 episodi (2019)
- Segunda Chamada – serie TV, 11 episodi (2019)
- Unidade Básica – serie TV, 16 episodi (2016-2020)
- Um Dia Qualquer – serie TV, 5 episodi (2020)
- Não Foi Minha Culpa – serie TV, 1 episodio (2022)